# Kubra Faradjeva
 (mai 2022).
Kubra Faradjeva (en azéri : Kübra Yəhya qızı Fərəcova, née le 16 mai 1907 à Quba et morte en 1988 à Bakou, est une éminente pédiatre et organisatrice de la santé azerbaïdjanaise, docteur en sciences médicales (1970) et professeur (1971). Docteur honoré de la RSS d'Azerbaïdjan (1960).

## Biographie
De 1931 à 1979, Kubra Faradjeva est organisatrice et enseignante de l'école de filles de Kurdamir, sous-commissaire à la santé publique de la RSS d'Azerbaïdjan, instructrice au Comité central de l'AKP, secrétaire du Présidium du Soviet suprême de la RSS d'Azerbaïdjan, ministre de la Santé de la RSS d'Azerbaïdjan, directrice de l'Institut Kroupskaïa pour la santé maternelle et infantile.
Ses recherches sont principalement consacrées au développement physique des enfants, à la protection des mères et des enfants.
Elle est député du Soviet suprême de l'URSS (2e convocation), du Soviet suprême de la RSS d'Azerbaïdjan (2-3e convocation). Son rôle est important dans la formation du personnel scientifique.

## Mémoire
En septembre 1992, par ordre du ministre de la Santé de la République d'Azerbaïdjan, l'Institut de recherche scientifique pédiatrique est nommé d'après Kubra Farajova.

## Récompenses
Kubra Faradjeva reçoit deux ordres de la bannière rouge du travail, deux ordres de l'insigne d'honneur et des médailles.

## Œuvres
- Protection des mères et des enfants en Azerbaïdjan. Bakou : 1968
- Recommandations méthodiques sur l'organisation, le contrôle et l'évaluation du développement physique des enfants d'âge préscolaire dans les zones rurales de la RSS d'Azerbaïdjan (co. Avec MN Bakhshiev). Bakou : 1977.